# Hybrálec
Obec Hybrálec (německy Ebersdorf) se nachází v okrese Jihlava v kraji Vysočina. Žije zde 483 obyvatel.

## Název
Název se vyvíjel od varianty Eberhardsdorf (1315), Ebrharticz (1320), Eberhartsdorf (1382), z Ebrharce (1478), Ebersdorf (1787), Hibralec (1843), Hýbralec a Ebersdorf (1854) až k podobám Hybrálec a Ebersdorf v roce 1886. Německý název Ebersdorf je odvozen od osobního jména Eberhard a znamenal Eberhartova ves. Původní český název byl Ebrhartice a znamenal ves lidí Ebrhartových, analogií s Humpolce došlo ke změně na Hybrálec.

## Historie
První písemná zmínka o obci pochází z roku 1315. Obec leží v údolí Smrčenského potoka přímo uprostřed středověkých důlních děl.
Původní název byl Eberhardsdorf (později Ebersdorf), ze kterého je možno dovozovat, že mohla být založena samotným Eberhardem, českým mincmistrem a lokátorem, jedním z nejvlivnějších českých velmožů na dvoře králů Václava I. a Přemysla Otakara II., pro které zajišťoval jejich zájmy v době stříbrné horečky v Čechách v polovině 13. století. Stříbro se v celém okolí obce těžilo s přestávkami dalších 500 let.
Původní obec byla zničena při obléhání Jihlavy v roce 1458. Pustou ves posléze koupilo v roce 1533 město Jihlava a v průběhu 16. století obnovilo. Obec byla typickou kolonizační obcí hornické éry Jihlavska a svůj německý ráz si zachovala až do roku 1945.
Roku 1976 byl Hybrálec připojen jako místní část k Jihlavě. Od 1. července 1990 je opět samostatnou obcí.

## Přírodní poměry
Hybrálec leží v okrese Jihlava v Kraji Vysočina. Nachází se 2,5 km severovýchodně od Jihlavy, 2,5 km severovýchodně od Plander, 4 km východně od Bílého Kamene a 5,5 km jihovýchodně od Smrčné. Geomorfologicky je oblast součástí Česko-moravské subprovincie, konkrétně Křemešnické vrchoviny a jejího podcelku Humpolecká vrchovina, v jejíž rámci spadá pod geomorfologický okrsek Vyskytenská pahorkatina. Průměrná nadmořská výška činí 510 metrů. Nejvyšší bod o nadmořské výšce 603 metrů stojí severozápadně od obce. Severovýchodně od Hybrálce stojí Borovice (582 m n. m.). Obcí protéká Smrčenský potok, na němž se severně od obce rozkládají rybník U Nového, Obecní rybník, Trpaslík a Zadní rybník.

## Obyvatelstvo
Podle sčítání 1921 zde žilo v 89 domech 665 obyvatel, z nichž bylo 324 žen. 214 obyvatel se hlásilo k československé národnosti, 446 k německé. Žilo zde 644 římských katolíků, 6 evangelíků, 8 příslušníků církve československé husitské a 5 židů.
| Rok            | 1869 | 1880 | 1890 | 1900 | 1910 | 1921 | 1930 | 1950 | 1961 | 1970 | 1980 | 1991 | 2001 | 2014 |
| Počet obyvatel | 594  | 571  | 595  | 676  | 674  | 665  | 588  | 400  | 430  | 391  | 327  | 323  | 361  | 441  |

## Obecní správa a politika

### Základní sídelní jednotky
Obec se nečlení na místní části, má jediné katastrální území pojmenované Hybrálec, na němž se nacházejí 3 základní sídelní jednotky – Hybrálec, Nad Borovinkou-U Lyžaře a Šipnov.

### Zastupitelstvo a starosta
Obec má sedmičlenné zastupitelstvo, v jehož čele stojí starosta Antonín Pokorný, který nahradil Jana Váchu, jenž funkci vykonával v letech 2006-2010.
| Období    | Voliči | Účast v % | Mandáty | Starosta        |
| --------- | ------ | --------- | ------- | --------------- |
| 2002–2006 | 301    | 66,78     | 7       | Jan Vácha       |
| 2006–2010 | 328    | 66,46     | 7       | Jan Vácha       |
| 2010–2014 | 331    | 65,26     | 7       | Antonín Pokorný |
| 2014–2018 | 363    | 60,88     | 7       | Antonín Pokorný |

### Znak a vlajka
Právo užívat znak a vlajku bylo obci uděleno rozhodnutím Poslanecké sněmovny Parlamentu České republiky dne 11. dubna 2008.
Znak: V modrém štítě v čelně vztyčené stříbrné radlici černá plamenná orlice s červenou zbrojí a stříbrným perizoniem. Radlice podložena zkříženými stříbrnými kosami se zlatými kosišti a provázena nahoře a dole do oblouku třemi stříbrnými šestilistými květy se zlatými středy.
Vlajka: List tvoří tři svislé pruhy, žlutý, modrý a žlutý, v poměru 1 : 4 : 1. V modrém pruhu čelně bílá radlice hrotem k hornímu okraji listu, v ní černá plamenná orlice s červenou zbrojí a bílým perizoniem. Poměr šířky k délce listu je 2 : 3.

## Hospodářství a doprava
V obci sídlí firmy IT-BOX s.r.o., VEJMĚLEK J, s.r.o., CHATOS, spol. s r.o., SK PROGASTRO s.r.o., MT STEEL, s.r.o., VÁŇA Hybrálec s.r.o., OSMONT, s.r.o., ANVIL s.r.o., M.B.S. Mini Brewery System s.r.o., MIKROS - tech, s.r.o., PEMAX - interier, s.r.o., STEEL-TECH CZ s.r.o., GRO-SHEEP COMPANY s.r.o., VH AGRO s.r.o., EBERSTAV s.r.o., I. Teplárenská společnost, s.r.o., MASTRS s.r.o. a A G R O Hybrálec, s.r.o. Obcí prochází silnice III. třídy č. 03824 do Jihlavy. Dopravní obslužnost zajišťují dopravci ICOM transport a Dopravní podnik města Jihlavy. Autobusy jezdí ve směrech Humpolec, Ústí, Větrný Jeníkov, Jihlava, Úsobí, Havlíčkův Brod, Dudín a Herálec. Obcí prochází žlutě značená turistická trasa.

## Školství, kultura a sport
- TJ 1. máj HYBRÁLEC
- Sbor dobrovolných hasičů Hybrálec
- Bratři v ringu

## Pamětihodnosti
- Kaple svatého Václava – Je projevem lidové sakrální architektury z let 1828–1829 a je vedena jako kulturní památka. Byla postavena podle plánů zednického mistra Martina Schindlera ze Štoků z veřejné sbírky a z odkazu koláře Ondřeje Letschera. 28. září 1829 byla vysvěcena jihlavským farářem Martinem Ignácem Weberem na kapli sv. Kříže. Zvon ulitý v roce 1834 významným pražským zvonařem Karlem Bellmannem je ve zvonici kaple dosud. Od roku 1994 prošla kaple celkovou rekonstrukcí, po které byla slavnostně vysvěcena 1. října 2006 strahovským opatem Michaelem Pojezdným.
- Sloup se sousoším Piety u Stříbrného dvora – Tato památka byla postupně v letech 2000–2004 odcizena.
- Pomník padlým v první světové válce – Originální seskupení přírodních balvanů, na nichž jsou osazeny pamětní desky. Obnoveno po roce 1989.
- Kříž na rozcestí před obcí – Kamenný kříž s reliéfy po stranách sloupu. Jedná se o kulturní památku, doba vzniku se odhaduje na rok 1865.
- Pozůstatky dolování stříbra – Na území obce se nacházejí významné pozůstatky jihlavského dolování. Nejzachovalejší je štola sv. Jana Nepomuckého[18] z r. 1776 u bývalého mlýna pod obcí a zbytek štoly tzv. trpaslíčí sloje u rybníka nad obcí.

Katastrem obce probíhá hornická naučná stezka, kterou vyznačilo město Jihlava.

## Galerie

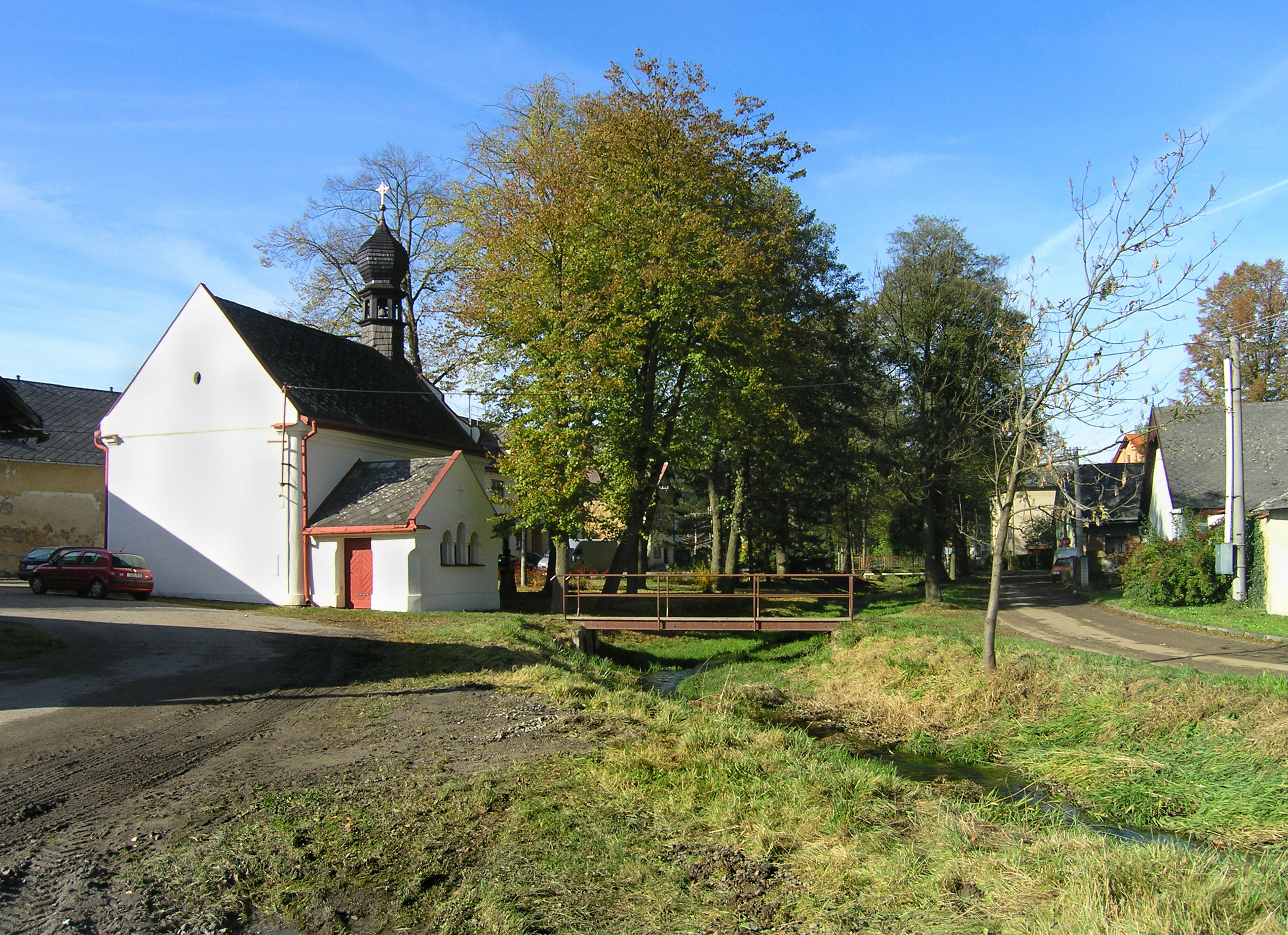
Náves s kaplí sv. Václava a Smrčenským potokem
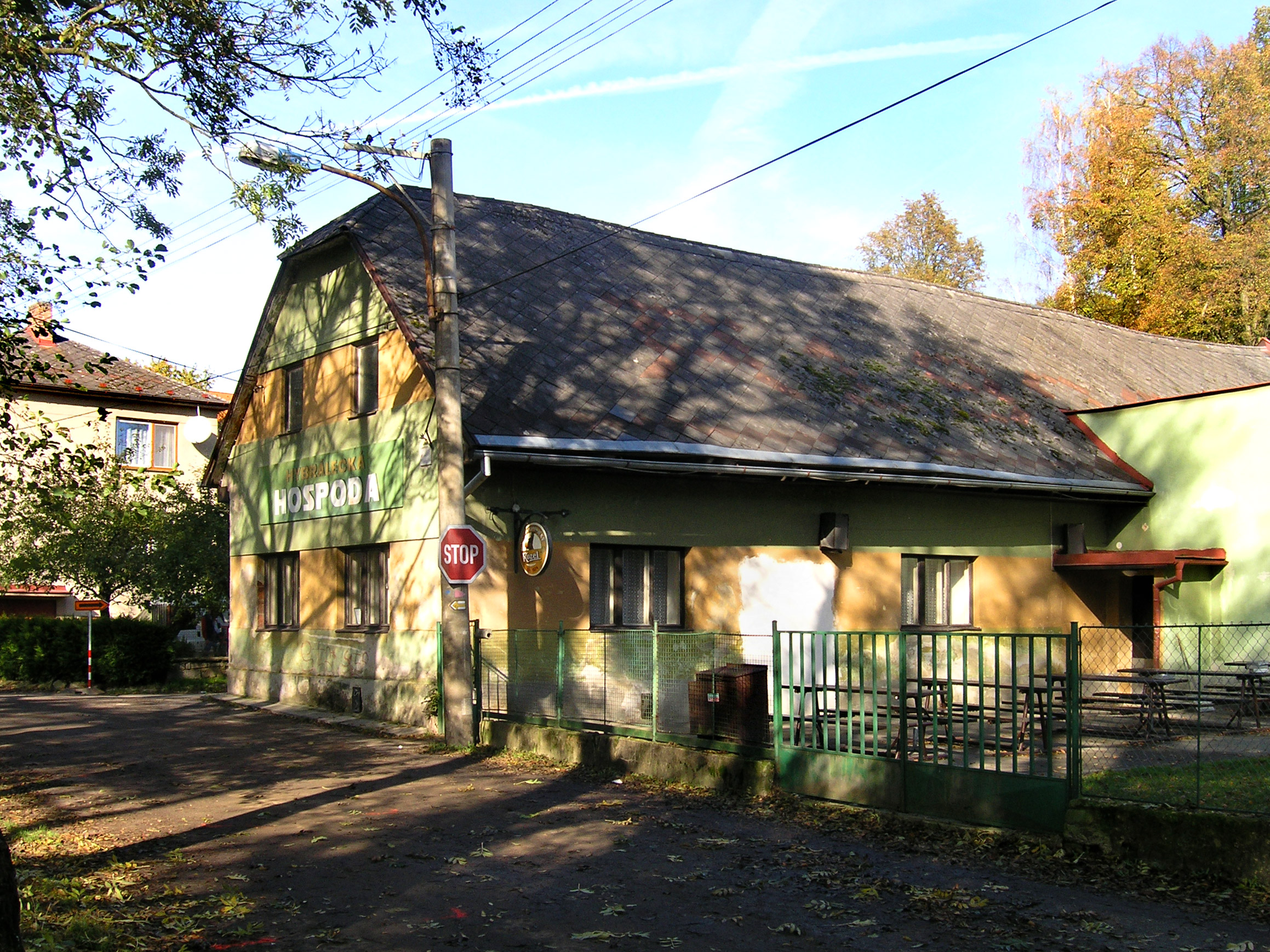
Restaurace na návsi
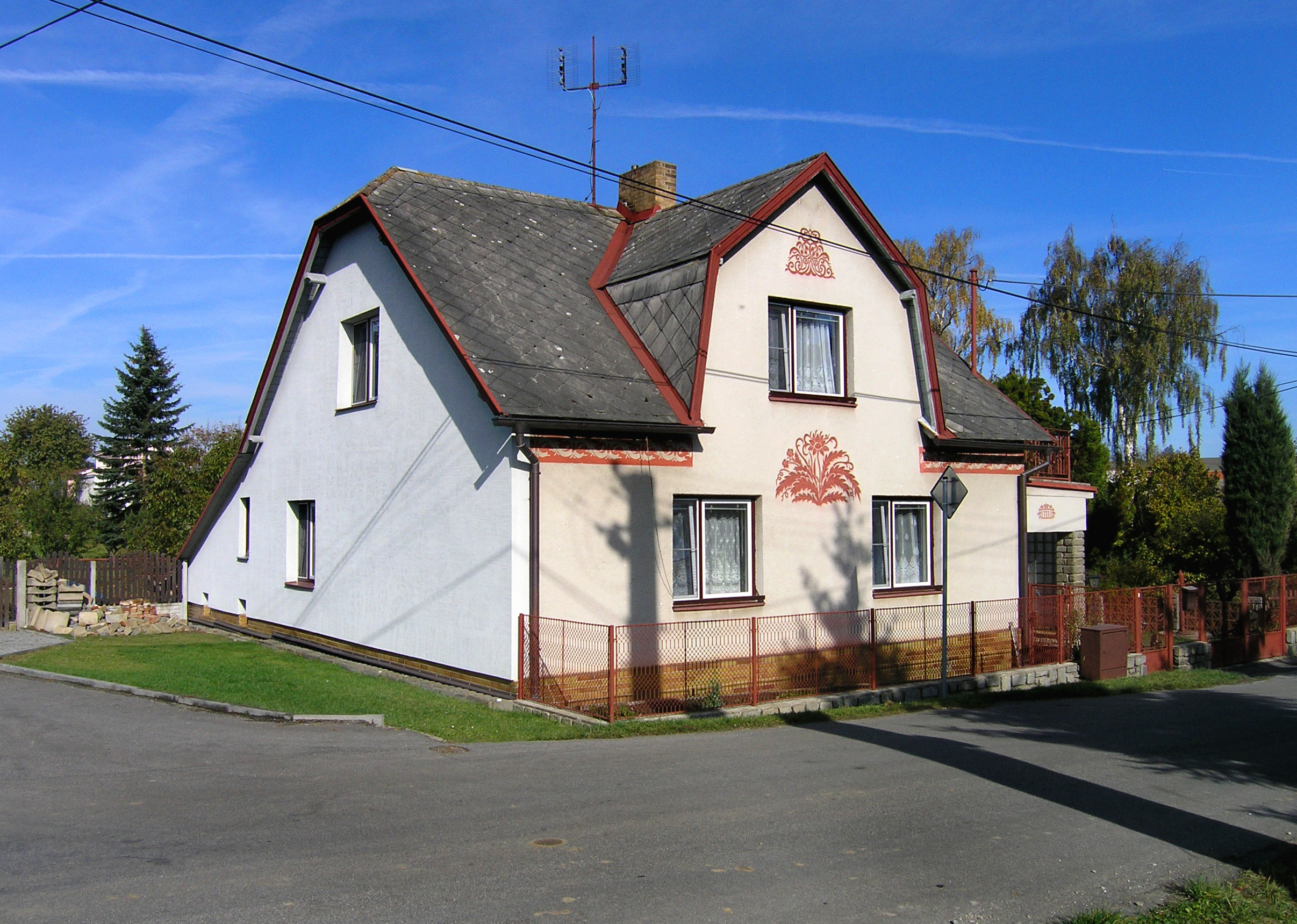
Domek čp. 111
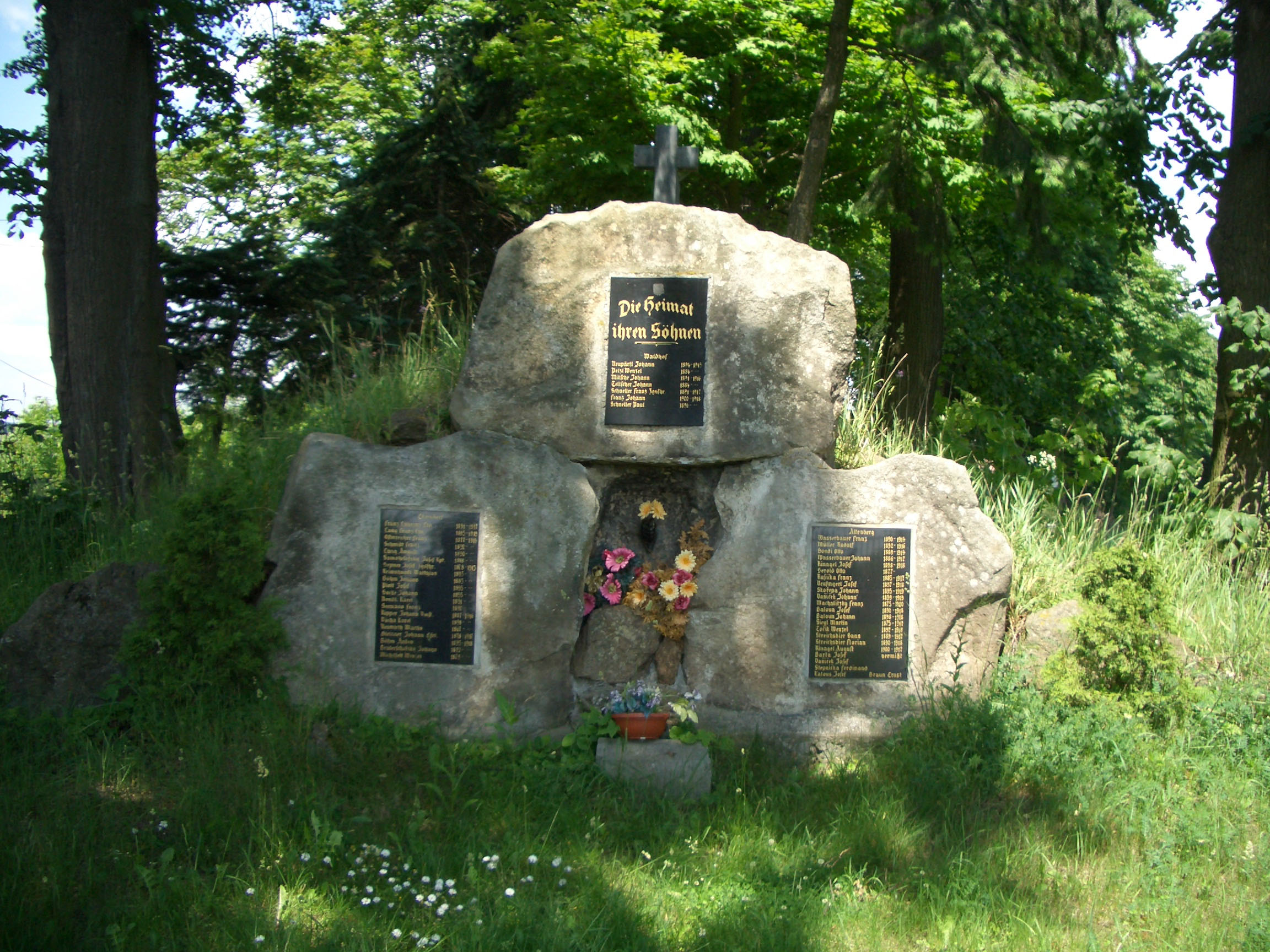
Pomník padlým v první světové válce